# Hockerton
 (janvier 2024).
Hockerton est un village du Nottinghamshire, en Angleterre.